# Mondaí
Mondaí é um município brasileiro do estado de Santa Catarina. Localiza-se a uma latitude 27º06'10" sul e a uma longitude 53º24'07" oeste, estando a uma altitude de 235 metros. Sua população estimada em 2020 é de 11.889 habitantes.
Possui uma área de 215,31 km².

## História
Sua colonização iniciou-se por volta de 1922 com a vinda de moradores de Panambi e Região. No início da colonização praticamente todos os moradores eram alemães.[carece de fontes?]

## Rodovias
- SC-283
- BR-283
- BR-386

## Administração
- Prefeito:  Valdir Rubert
- Vice-prefeito: Alzir Slaviero
- Presidente da câmara: Marisa Flach

## Ligações externa
- «Página da prefeitura»
- Portal da Câmara de Vereadores